# MDR1-Defekt
Der MDR1-Defekt ist ein Defekt im MDR1-Gen, der bei einigen Hunderassen und beim Menschen auftreten kann. Dadurch kommt es zur mangelhaften oder fehlenden Synthese eines bestimmten Proteins (P-Glykoprotein, P-gp), welches ein wichtiger Bestandteil der Blut-Hirn-Schranke ist, was zur Überempfindlichkeit gegenüber manchen Arzneimitteln führt. Urheber des Defektes ist vermutlich ein einziger Hund, der etwa Mitte des 19. Jahrhunderts maßgeblich an der Festigung der Rasse Collie (Langhaarcollie/Kurzhaarcollie) beteiligt war. Daher tritt der Defekt bei mit dem Collie verwandten Hunderassen auf.
Bei anderen vom Defekt betroffenen Rassen dient die Mutation als Nachweis der Verwandtschaft.
Tiere ohne MDR-System können ähnliche Empfindlichkeiten für Medikamente zeigen.

Ein intaktes MDR1-System ist bei Säugetieren und Menschen evolutionsgeschichtlich sehr alt.

## Entdeckung des Gendefekts
Ab den 1990er Jahren fielen an manchen Hunderassen Überempfindlichkeiten gegenüber manchen Arzneistoffen auf, vor allem die Ivermectin-Überempfindlichkeit der Collies. Bei der Gabe von Ivermectin oder verschiedenen anderen Arzneimitteln kann es bei diesen Hunden zu neurotoxischen Symptomen, wie Bewegungs- und Koordinationsstörungen, Zittern, Benommenheit, Erbrechen, Desorientiertheit und vermehrtem Speichelfluss kommen, höhere Dosen können auch zu komatösen Zuständen und sogar zum Tod des Tieres führen.
Erst mit der Generierung einer Knockout-Maus, bei der das MDR1A-Gen ausgeschaltet wurde, gelang die Aufklärung der Überempfindlichkeit. Bei Gabe von Ivermectin als Mittel gegen Parasiten kam es bei mdr1a(−/−) Mäusen, nicht aber bei mdr1a(+/−) oder mdr1a(+/+) Mäusen zu Todesfällen. In verstorbenen Mäusen wurde im Gehirn eine 87-fach höhere Ivermectin-Konzentration vorgefunden. Auch bei einer Untersuchung eines an Ivermectin verstorbenen Collies lag eine stark erhöhte Ivermectin-Konzentration im Gehirn vor. Der Verdacht, dass bei manchen Hunden eine Mutation im MDR1-Gen vorliegt, lag also nahe.
Bei Untersuchungen der Gen-Sequenzen des MDR1 eines Beagles und sieben Ivermectin-sensitiven Collies wurden Mutationen in der MDR1-Sequenz festgestellt. Eine davon führt dazu, dass die Synthese des MDR1-Proteins abbricht. Aufgrund seiner Lokalisation im Leserahmen für das MDR1-Protein wird der Defekt als nt230(del4) MDR1-Mutation bezeichnet. Bei weiteren Untersuchungen wurde der Gendefekt bei verschiedenen Hunderassen nachgewiesen.

## Symptome, Diagnostik und Folgen für das Tier
Der Defekt im MDR1-Gen führt zur mangelhaften oder fehlenden Synthese des P-Glycoproteins. Das Eiweiß ermöglicht ATP-abhängige Transportvorgänge zwischen Blut und Gewebe. Es ist im Gehirn, in Leber, Nieren, Darm, Plazenta und Hoden zu finden. Neben der Funktion beim Transport körperfremder Stoffe begrenzt es den Transport der Hormone der Nebennierenrinde (Cortisol, Corticosteron) in das Gehirn. Es beeinflusst damit die Hypothalamus-Hypophyse-Nebennierenrinden-Achse. Bei einem MDR1-Defekt kommt es zum erhöhten Übergang der Nebennierenrindenhormone in die übergeordneten Zentren und aufgrund des negativen Feedbacks zu erniedrigten Kortisolwerten im Blut. Als weitere Folge des Defektes wird eine höhere Anfälligkeit für chronisch entzündliche Darmerkrankungen vermutet.
Bei nicht vom Defekt betroffenen Tieren dient das Protein u. a. dazu, körperfremde Stoffe wie Arzneimittel aus dem Körper herauszutransportieren. Es besteht also eine Art Resistenz gegenüber unerwünschten Nebenwirkungen – die sogenannte Multiple Drug Resistance.
Bekannt sind bisher die Auswirkungen auf die Blut-Hirn-Schranke. Bei dieser Grenze zwischen Hirnblutgefäßen und dem Hirnnervengewebe stellt ein sogenannter MDR1-Transporter eine Schutzbarriere für das Gehirn dar. Der Transporter befindet sich als Teil der Blut-Hirn-Schranke an sich auf der Oberfläche der Endothelzellen (Zellen, die die Wände der Blutgefäße auskleiden). Er sorgt dafür, dass Gifte und Arzneistoffe in den Gehirnkapillaren zurückgehalten werden und nicht in das Gehirn eindringen.
Bei einem Tier mit MDR1-Defekt fehlt der Transporter und der Schutz misslingt. Dadurch können nach der Verabreichung bestimmter Antiparasitika und Zytostatika sowie Acepromazin, Butorphanol, Loperamid, Ondansetron und Erythromycin starke Hirn- und Nervenschäden auftreten – bis zum Tod. Bei Mäusen, deren MDR1-Transporter ausgeschaltet wurde, lag eine 90-fache höhere Menge an Ivermectin sowie weiteren Arzneistoffen im Gehirn vor als bei Vergleichstieren mit intakter Blut-Hirn-Schranke. Diese Stoffe gefährden vom MDR1-Defekt betroffene Hunde.
Mögliche Folge des Gendefektes ist die Überempfindlichkeit gegenüber bestimmten Arzneistoffen. Da die Gabe einiger dieser Mittel einen betroffenen Hund töten kann, wird ein Gentest aller Hunde betroffener Rassen empfohlen. Die Universität Gießen bietet einen Test auf den MDR1-Defekt an. Hierzu entnimmt ein Tierarzt dem Hund eine geringe Menge Blut (1 ml EDTA-Blut) und sendet die Probe an die Universität. Die Blutprobe wird auf ein Vorliegen der MDR1-Mutation untersucht, das Ergebnis wird dem Hundehalter mitgeteilt.
Ist der Hund vom Defekt betroffen, darf der Hundehalter beispielsweise bestimmte Wurmkuren und Flohschutzmittel nicht mehr verabreichen. Auch bei Durchfall oder Herzerkrankungen eingesetzte Medikamente können weitreichende unerwünschte Nebenwirkungen haben. Bekannt ist eine Überempfindlichkeit z. B. für die Wirkstoffe Ivermectin, Doramectin, Moxidectin (nur bei oraler Anwendung) und Loperamid. Milbemycinoxim und Emodepsid dürfen nur unter exakter Dosierung eingesetzt werden. Viele weitere Wirkstoffe stehen im Verdacht, unerwünschte Nebenwirkungen hervorzurufen. Daher sollte der behandelnde Tierarzt über den Defekt informiert werden. Der Hund selber gilt als Risikopatient.
Bei Spaziergängen ist zu beachten, dass der Hund keinen Kot von beispielsweise Pferden aufnimmt, da er Ivermectin in unveränderter Form enthalten kann.
Bisher sind Überempfindlichkeiten vor allem bei Hunden mit homozygoter Vererbung des MDR1-Defektes (MDR1 −/−) bekannt, doch wurden auch Reaktionen bei Trägern (MDR1 +/−) beobachtet. In einer US-amerikanischen Studie (siehe unter Links) werden die Träger deshalb als „sensitive“ bezeichnet, die vom Defekt betroffenen Hunde (MDR1 −/−) als „super sensitive“. Ebenfalls in den USA wurden die vom Defekt betroffenen Hunde inzwischen von der Forschung als Versuchstiere entdeckt.

## Auswirkungen auf die Zucht
Aufgrund der Probleme in der Arzneitherapie von Hunden mit dem Genotyp MDR1(−/−) wird z. B. von der Universität in Gießen empfohlen, den Gendefekt in der Zucht betroffener Hunderassen zu berücksichtigen und so zu verpaaren, dass keine vom Defekt betroffenen Nachkommen entstehen.
Der MDR1-Genotyp eines Hundes ergibt sich aus der Kombination eines von väterlicher (+ oder −) und eines von mütterlicher Seite (+ oder −) vererbten Merkmals. „+“ steht dabei für ein intaktes MDR1-Gen und „−“ für ein defektes MDR1-Gen bezogen auf das Merkmal MDR1 nt230(del4). Für den MDR1-Genotyp eines Hundes gibt es drei Möglichkeiten: Nicht betroffen – MDR1(+/+), Merkmalsträger – MDR1(+/−) und Betroffen – MDR1(−/−).
Ist der MDR1-Genotyp zweier Zuchttiere bekannt, kann man eine theoretische Voraussage über die MDR1-Genotypen der Nachkommengeneration treffen.
Betroffene Tiere mit Genotyp MDR1(−/−) können aus einer Kreuzung der Genotypen MDR1(+/−) x MDR1(+/−), MDR1(+/−) x MDR1(−/−) oder MDR1(−/−) x MDR1(−/−) entstehen.
Bei Kreuzung der Genotypen MDR1(+/+) x MDR1(−/−), MDR1(+/+) x MDR1(+/−), und MDR1(+/+) x MDR1(+/+) entstehen dagegen keine betroffenen MDR1(−/−) Tiere, aber außer bei MDR1(+/+) x MDR1(+/+) unter Umständen wieder Merkmalsträger.
Einige dem Verband für das Deutsche Hundewesen (VDH) angeschlossenen Zuchtvereine betroffener Rassen und auch einige Zuchtvereine außerhalb des VDH beachten von sich aus diese Verpaarungsregeln. Trotz einer deutlichen Zuchtempfehlung seitens des Wissenschaftlichen Beirates des VDH gibt es allerdings im VDH keine verpflichtenden Zuchtauflagen. Gerade die für den Collie zuständigen Zuchtvereine haben sich dem verweigert und nur eine Testpflicht im Rahmen der Zuchtzulassung in der Zuchtordnung verankert. Das Ergebnis ist mit keinerlei Auflage verbunden.
|                       | MDR-Genotyp der Hündin        |                                              |                               |
| MDR-Genotyp des Rüden | MDR1(+/+)                     | MDR1(+/−)                                    | MDR1(−/−)                     |
| MDR1(+/+)             | 100 % MDR1(+/+)               | 50 % MDR1(+/+) 50 % MDR1(+/−)                | 100 % MDR1(+/−)               |
| MDR1(+/−)             | 50 % MDR1(+/+) 50 % MDR1(+/−) | 25 % MDR1(+/+) 50 % MDR1(+/−) 25 % MDR1(−/−) | 50 % MDR1(+/−) 50 % MDR1(−/−) |
| MDR1(−/−)             | 100 % MDR1(+/−)               | 50 % MDR1(+/−) 50 % MDR1(−/−)                | 100 % MDR1(−/−)               |

## Betroffene Rassen
Die Projektgruppe MDR1-Defekt beim Collie an der Justus-Liebig-Universität Gießen hat im Jahr 2004 im Rahmen einer Studie zur Häufigkeit des MDR1-Defektes Hunde aus 30 Rassen und 10 europäischen Ländern untersucht. Der Defekt im MDR1-Gen lag u. a. bei folgenden Hunderassen vor: Collie (Kurzhaarcollie und Langhaarcollie), Shetland Sheepdog, Australian Shepherd, Bobtail und Border-Collie.
Obwohl bisher noch keine nt230(del4) Mutation beim Bearded Collie nachgewiesen wurde, lässt die geringe Probenzahl noch keine endgültige Bewertung zu. Bei den Rassen Wäller und Bobtail wurden bisher nur heterozygot von dem Defekt betroffene Hunde (MDR1+/−) nachgewiesen, mit dem Auftreten homozygoter Mutationen ist aber auch bei diesen Rassen zu rechnen. Beim Wäller müssen Zuchttiere getestet sein. Bei der Verpaarung ist ein Trägertier nur mit einem freien zu verpaaren, damit es nicht zu homozygoten Welpen kommt.
Zudem ist der Defekt bei folgenden Rassen bekannt: Deutscher Schäferhund, English Shepherd, McNab, Silken Windhound, Langhaarwhippet, Berger Blanc Suisse sowie einigen seltenen Rassen.
Seit Anfang 2008 werden auch die Rassen Barsoi, Belgischer Schäferhund oder Kelpie auf den Defekt untersucht.
Rasseverteilung des MDR1-Defekts
| Rasse                          | MDR-Genotyp (%) | MDR-Genotyp (%) | MDR-Genotyp (%) |
| ------------------------------ | --------------- | --------------- | --------------- |
|                                | MDR1(+/+)       | MDR1(+/−)       | MDR1(−/−)       |
| Collie                         | 19              | 45              | 36              |
| Shetland Sheepdog              | 49              | 43              | 8               |
| Australian Shepherd            | 62              | 32              | 6               |
| Miniatur Australian Shepherd   | 54              | 43              | 3               |
| Wäller                         | 65              | 35              | 0               |
| Bobtail (Old English Sheepdog) | 92              | 8               | 0               |
| Border Collie                  | 98,7            | 0,9             | 0,4             |
| Bearded Collie                 | 100             | 0               | 0               |
| Langhaar-Whippet               | 25              | 60              | 15              |
| Weisser Schweizer Schäferhund  | 75              | 23              | 2               |